# Juan Sesé Balaguer
Juan de Sesé y Balaguer, a veces escrito Sessé, (Calanda, 24 de mayo de 1736-Madrid, 17 de marzo de 1801) fue un organista y compositor español.

## Biografía
Juan de Sesé y Balaguer nació en Calanda, en la Provincia de Teruel. Su primera formación fue en el Colegio de las Escuelas Pías de Alcañiz, para posteriormente pasar a Zaragoza a estudiar Filosofía. Sin embargo, debido a unas «fluxiones a los ojos» tuvo que dejar los estudios y dedicarse a la música, por lo que regresó a su «patria», donde estudió con el organista y maestro de capilla Bernardo Pascual. Más tarde se formó musicalmente en Zaragoza, donde estudió órgano con Joaquín Ignacio de Nebra en La Seo y composición con el maestro Luis Serra en El Pilar.
Hacia 1760 se trasladó a Madrid para ocupar el magisterio del Real Oratorio de San Felipe Neri. Algunas enciclopedias lo dan como maestro de capilla de la Catedral de Ávila tras su paso por Madrid, pero en Ávila no hay noticias de su paso.
En 1768 falleció José de Nebra, quedando vacante la organistía de la Capilla Real de Madrid. Se convocaron oposiciones a las que se presentaron Manuel Narro, organista de la Catedral de Valencia; Juan Andrés Lombide, maestro de capilla de la Iglesia de Santiago en Bilbao; José Lidón, organista de la Catedral de Orense; Félix Máximo López, organista de las Descalzas Reales; Juan Sessé, organista de la capilla de San Felipe Neri; Matías Ruiz Gamarra, organista de la capilla de Santa María, Pedro Santamant y Gerónimo Monge. Los jueces de las oposiciones colocaron en primer puesto a Manuel Narro, en segundo a José Lidón y a Juan Sesé, sin embargo el cargo fue para Lidón.
En diciembre de ese año fallecía Antonio Literes, por lo que se nombró directamente, sin oposiciones, a Sesé cuarto organista de la Capilla Real de Madrid. Durante su tiempo en la Capilla Real fue ascendiendo, pasando a tercer organista en 1775 tras el fallecimiento de José Moreno Polo; posteriormente a organista segundo en 1787 tras morir Miguel Rabaza. También fue nombrado vicemaestro de la Capilla Real. Además de su trabajo para el Rey, también trabajó para algunas casas nobles, como por ejemplo para la duquesa de Benavente, María Josefa Pimentel y Téllez-Girón, para la que interpretó en 1771 la parte de clave de una tragedia, y para la duquesa de Villahermosa, de la que aparece como maestro de clave en 1793.
Durante su estancia en Madrid, al contrario que otros músicos de la Capilla Real, contrajo matrimonio, en 1756 con María Osoria Magdalena Beltrán y Becha (1733-1787), hermana de José Joaquín Beltrán, otro organista aragonés, organista primero de la Catedral de Toledo. Tuvieron cuatro hijos: Basilio, José, Raimundo y Vicente Manuel, de los que Basilio también destacó como músico, llegando a organista de la Catedral de Toledo, como su tío. José llegó a servir a Carlos IV, que lo nombró «caballero pensionista por decreto de 14 de septiembre de 1817». Raimundo se dedicó a la carrera militar y participó en la independencia de Chile. El cuarto hijo, Vicente Manuel dedicó su vida a la Iglesia, llegando a racionero en la Catedral de Sevilla. Juan de Sesé y Balaguer se casó por segunda vez con María Antonia de la Hera o Lera, con la que tuvo una hija, Manuela.
Fue organista de la Capilla Real desde 1769 hasta 1801, falleciendo el 17 de marzo de 1801.  Fue enterrado en la iglesia de San Martín de Madrid.

Organista segundo de la Real Capilla de S. M., natural de Calanda, en Zaragoza, hijo de Pablo Sessé y Teresa Balaguer, viudo de María Antonia de Llera, murió el 17 de marzo de 1801 (26 Dif., fol. 87) enterrado en la parroquia de San Martín

## Obra
Como compositor escribió sobre todo para su instrumento, también se tienen noticias de la escritura de cuartetos de cuerda y sonatas para violín y viola, pero muchas de sus obras se encuentran perdidas. 
Entre sus composiciones se destacan:
- Seis fugas para órgano o clavicordio, Op. 1
- Colección de piezas de música para clavicordio, fortepiano y órgano, Op. 6
- Preludio, Largo e Intento